# Малокучурівська сільська рада
Малокучурівська сільська́ ра́да — адміністративно-територіальна одиниця та орган місцевого самоврядування в Заставнівському районі Чернівецької області. Адміністративний центр — село Малий Кучурів.

## Загальні відомості
- Населення ради: 1 280 осіб (станом на 2001 рік)

## Населені пункти
Сільській раді підпорядковані населені пункти:
- с. Малий Кучурів

## Склад ради
Рада складалася з 16 депутатів та голови.
- Голова ради: Кушнірик Валентин Федорович
- Секретар ради: Громко Людмила Василівна

### Керівний склад попередніх скликань
| Прізвище, ім'я, по батькові | Основні відомості                                                 | Дата обрання | Дата звільнення |
| --------------------------- | ----------------------------------------------------------------- | ------------ | --------------- |
| Дубчак Ілля Миколайович     | Сільський голова, 1947 року народження                            | 26.03.2006   | 31.10.2010      |
| Кушнірик Валентин Федорович | Сільський голова, 1977 року народження, освіта вища, безпартійний | 31.10.2010   |                 |

Примітка: таблиця складена за даними сайту Верховної Ради України

### Депутати
За результатами місцевих виборів 2010 року депутатами ради стали:

#### За суб'єктами висування
| Суб'єкт висування | Кількість обраних депутатів | %   |
| ----------------- | --------------------------- | --- |
| Самовисування     | 16                          | 100 |

#### За округами
| № округу | Прізвище, ім'я, по батькові     | Дата визнання обраним | Освіта  | Партійна приналежність                | Відомості про обраного депутата                   |
| -------- | ------------------------------- | --------------------- | ------- | ------------------------------------- | ------------------------------------------------- |
| 1        | Кушнірик Федір Петрович         | 04.11.2010            | вища    | позапартійний                         | пенсіонер                                         |
| 2        | Пудлубний Василь Георгійович    | 04.11.2010            | середня | позапартійний                         | тимчасово не працює                               |
| 3        | Мороз Василь Миколайович        | 04.11.2010            | середня | позапартійний                         | Товариство «УКРнафта», оператор                   |
| 4        | Дубик Василь Іванович           | 04.11.2010            | середня | позапартійний                         | тимчасово не працює                               |
| 5        | Яківчик Надія Володимирівна     | 04.11.2010            | вища    | позапартійна                          | Малокучурівський НВК, директор                    |
| 6        | Громко Людмила Василівна        | 04.11.2010            | вища    | позапартійна                          | Малокучурівська сільська рада, секретар           |
| 7        | Мельник Галина Василівна        | 04.11.2010            | вища    | позапартійна                          | Малокучурівський НВК, вчитель математики          |
| 8        | Пукавка Лариса Миколаївна       | 04.11.2010            | вища    | член Соціалістичної партії України    | Малокучурівська сільська рада, землевпорядник     |
| 9        | Дубчак Ілля Миколайович         | 04.11.2010            | вища    | член Партії регіонів                  | Малокучурівська сільська рада, сільський голова   |
| 10       | Соловій Степан Ілліч            | 04.11.2010            | середня | позапартійний                         | приватний підприємець, продавець                  |
| 11       | Негрич Михайло Іванович         | 04.11.2010            | вища    | позапартійний                         | Будинок культури, директор                        |
| 12       | Паленчук Оксана Миколаївна      | 04.11.2010            | вища    | член Політичної партії «Наша Україна» | Малокучурівська сільська рада, головний бухгалтер |
| 13       | Винничук Світлана Володимирівна | 04.11.2010            | вища    | позапартійна                          | Малокучурівський НВК, вихователь дошкільної групи |
| 14       | Винничук Сергій Степанович      | 04.11.2010            | середня | позапартійний                         | ТОВ «Техно-плюс», водій                           |
| 15       | Семенко Володимир Миколайович   | 04.11.2010            | середня | позапартійний                         | тимчасово не працює                               |
| 16       | Подолюк Михайло Володимирович   | 04.11.2010            | середня | позапартійний                         | тимчасово не працює                               |

## Населення
Згідно з переписом УРСР 1989 року чисельність наявного населення сільської ради становила 1349 осіб, з яких 591 чоловік та 758 жінок.
За переписом населення України 2001 року в сільській раді мешкало 1275 осіб.

### Мова
Розподіл населення за рідною мовою за даними перепису 2001 року:
| Мова       | Відсоток |
| ---------- | -------- |
| українська | 98,75 %  |
| російська  | 1,17 %   |
| молдовська | 0,08 %   |